# Sunday Stephen Obayan
Stephen Sunday Obayan, conosciuto come Sunny (Lagos, 17 settembre 1988), è un ex calciatore nigeriano con cittadinanza spagnola, di ruolo centrocampista.

## Carriera

### Club
Sunny cresce nell'Ebedei e nel Jegede Babes, squadre nigeriane. Nel 2003 viene notato dal Polideportivo Ejido, che lo mette sotto contratto per 5 anni.
Le sue prestazioni con l'Ejido accendono l'interesse di grandi club come Manchester United, Liverpool, Betis Siviglia, Real Madrid, Deportivo La Coruña, Valencia e Napoli, fra i quali la spunta il Valencia.
Nell'estate 2008, passa in prestito all'Osasuna e nel 2009 invece, sempre con la formula del prestito, si accasa al Betis Siviglia in Liga Adelante. A fine prestito torna al Valencia.
Il 20 gennaio 2011 viene ceduto in prestito al Numancia fino al termine della stagione.

### Nazionale
Nonostante sia nato in Nigeria, Sunny è convocabile anche dalla Spagna grazie alle regole FIFA, che permettono ai calciatori Under-21 con doppia nazionalità, che non hanno ancora vinto una competizione internazionale, di scegliere con quale nazionale giocare. È stato convocato spesso dalla nazionale di calcio spagnola Under-19 ed ha partecipato al Campionato mondiale di calcio Under-20 2007 in Canada.
Nel 2010 è stato convocato per la prima volta dalla Nigeria per la partita contro la Guinea valida per le qualificazioni alla Coppa delle nazioni africane 2012 e in quell'occasione ha fatto il suo esordio con la nazionale africana.

## Palmarès

### Club

#### Competizioni nazionali
- Coppa di Spagna: 1

Valencia: 2007-2008